# Sabadell

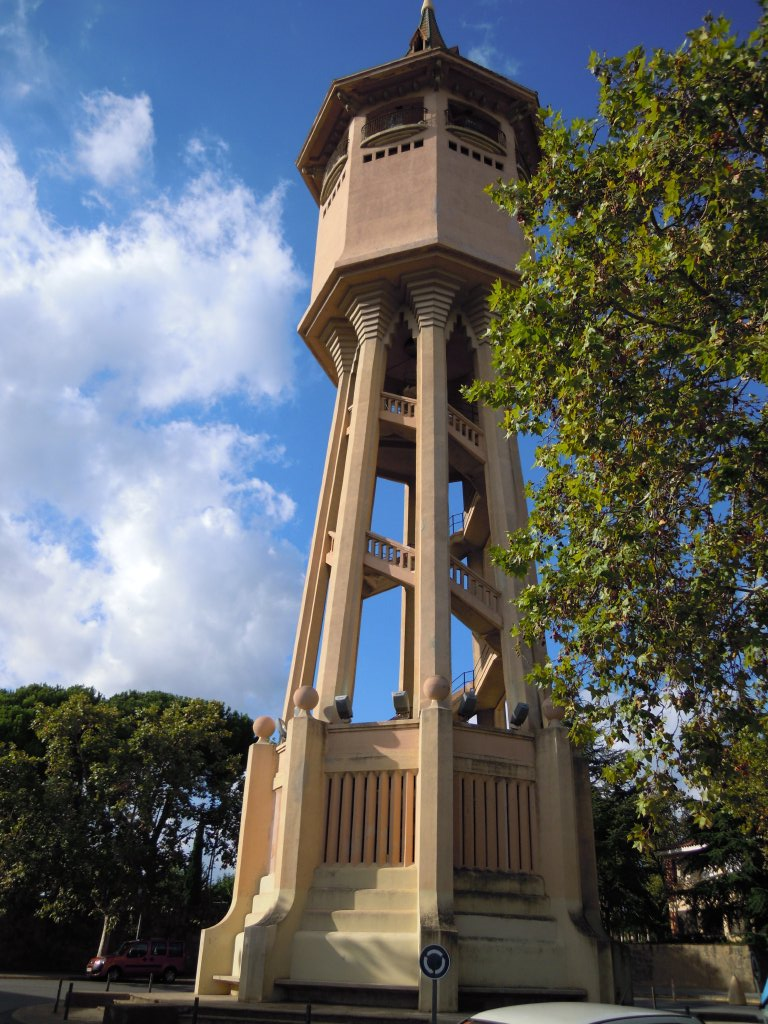
Torre del Agua

Sabadell es una ciudad y municipio español de la provincia de Barcelona, en la comunidad autónoma de Cataluña (España). Actualmente es cocapital de la comarca del Vallés Occidental, junto a Tarrasa. Es el quinto municipio de Cataluña por población, con 218 300 habitantes (INE 2023).
La ciudad fue pionera en la Revolución Industrial en Cataluña dentro del sector textil y a mitad del siglo XIX se convirtió en la ciudad lanera más importante de España; de hecho, era conocida por el nombre de «la Mánchester catalana» en la segunda mitad del siglo XIX. Aún hoy se pueden observar numerosas chimeneas y vapores, muchos de ellos reconvertidos en lugares de servicios sociales tales como bibliotecas o áreas de juventud. Esta herencia textil ha dejado en la ciudad un marcado carácter industrial. A lo largo de las últimas décadas, Sabadell se ha ido diversificando alrededor del sector de los servicios.

## Toponimia
Son diversas las teorías sobre el origen del topónimo de Sabadell. Las dos primeras son las más populares:
- De «ceba» ('cebolla'), ya que aparece dibujada en el escudo de la ciudad.
- El día de la semana en que se celebraba el mercado: el sábado, dissabte en catalán, sabbatum en latín (sabbatellum es su diminutivo).
- La creación de un hostal por parte de un vecino originario de Collsabadell (Vallés Oriental). Este hostal dio origen, posteriormente, al núcleo habitado.
- El nombre proviene de la iglesia de San Salvador (pasando de Salvadorell a Salvadell y a Sabadell).
- Del latín vadum o badallum (vado) por el vado para atravesar el río Ripoll.
- De la expresión latina ipso uadell, sacada de un documento donde se habla de la zona de Sant Julià d'Altura.
- Antiguamente Sabadell albergaba a muchos zapateros («zapato» en catalán es «sabata»).

En español el topónimo se pronuncia como [saβaˈðel]. En la Ortografía de la RAE los nombres que acaben en -ll se pronuncian como si fuera una sola -l. En catalán se pronuncia [səβəˈðeʎ]. A sus habitantes se los conoce como sabadellenses (en catalán sabadellencs/sabadellenques).

## Símbolos
El escudo heráldico que representa a la ciudad fue aprobado oficialmente en 1993 con el siguiente blasón:

Escudo truncado en losange de ángulos rectos: al 1º, de plata, una cebolla arrancada de sinople, y al 2º, de oro, cuatro palos de gules. Al timbre una corona mural de ciudad.
Diario Oficial de la Generalidad de Cataluña nº 1704 de 5 de febrero de 1993

La cebolla es la señal parlante tradicional, desde 1560, referente al nombre de la ciudad, y es también una alusión al origen humilde de la población, con su mercado agrícola (aunque hoy en día Sabadell sea un importante centro industrial y de servicios). Los cuatro palos de Aragón recuerdan que la ciudad perteneció a la Corona de Aragón; de hecho, fue vendida por Roger Bernardo III de Foix en 1366 a Elionor de Sicília, esposa de Pedro IV de Aragón. El rey la volvió a vender, esta vez a la ciudad de Barcelona, y volvió a la Corona definitivamente en 1473.
La bandera de Sabadell está formada por dos franjas, una blanca sobre una verde (travesada por otra franja amarilla). Se diseñó por encargo en 1928.

## Geografía
Sabadell está situado en el centro de la comarca del Vallés Occidental, junto al río Ripoll. Limita al norte con el municipio de Castellar del Vallés y Senmanat, al oeste con Tarrasa y San Quirico de Tarrasa, al este con Polinyá y Santa Perpetua de Moguda, y al sur con Barberá del Vallés, Badía del Vallés y Sardañola del Vallés.
| Noroeste: Tarrasa                                      | Norte: Castellar del Vallés                | Noreste: Senmanat                 |
| Oeste: Tarrasa                                         |                                            | Este: Polinyá                     |
| Suroeste: San Quirce del Vallés y Sardañola del Vallés | Sur: Badía del Vallés y Barberá del Vallés | Sureste: Santa Perpetua de Moguda |

### Clima
Respecto a los climas de Cataluña, forma parte del subgrupo de clima mediterráneo Prelitoral Central. Los veranos son bastante calurosos y húmedos, con vientos dominantes de levante y los inviernos son suaves. La ubicación de Sabadell en los valles Prelitorales provoca que se produzcan episodios de niebla en situaciones anticiclónicas, en especial en las zonas cercanas al río Ripoll.
La precipitación media es de 611 mm anuales, siendo el otoño y la primavera los periodos más lluviosos históricamente en situaciones tormentosas. Durante el invierno son habituales las precipitaciones de tipo débil, producto de frentes atlánticos y situaciones retrógradas con borrascas mediterráneas que dan episodios de lluvia con cantidades generosas y sin grandes intensidades, con mucho viento. Los meses más secos, junio, julio y diciembre, no son extremadamente secos, por lo que las lluvias estos meses no son extrañas.
Los récords históricos en cuanto a temperatura son 43 °C en julio de 1982 y -12,6 °C en febrero de 1956. Otro episodio reseñable son los 42,6 °C del 28 de junio de 2019. En cuanto a lluvias, se destacan los episodios de 1962, las peores inundaciones de la historia de la península ibérica.
El calentamiento global antropogénico ha tenido efectos destacables en el clima local. Hasta 1982, la ciudad no había documentado nunca los 40 °C, cifra alcanzada en varias ocasiones de manera posterior. Junto con el fenómeno conocido como «isla de calor», las heladas invernales se han disminuido hasta números casi irrisorios, y las temperaturas mínimas han subido en torno a 3 °C respecto a la media del periodo 1897-1979.También se observan una disminución de días de nieve observada, reduciéndose de 6 días a menos de 1, de media anual. Se reducen también los días de lluvia y tormenta, observándose cambios fundamentales en las circulaciones tormentosas tanto en primavera como en otoño. Aumentan eso sí, las medias de agua caída por día. 
| Parámetros climáticos promedio de Sabadell                                                                                                | Parámetros climáticos promedio de Sabadell | Parámetros climáticos promedio de Sabadell | Parámetros climáticos promedio de Sabadell | Parámetros climáticos promedio de Sabadell | Parámetros climáticos promedio de Sabadell | Parámetros climáticos promedio de Sabadell | Parámetros climáticos promedio de Sabadell | Parámetros climáticos promedio de Sabadell | Parámetros climáticos promedio de Sabadell | Parámetros climáticos promedio de Sabadell | Parámetros climáticos promedio de Sabadell | Parámetros climáticos promedio de Sabadell | Parámetros climáticos promedio de Sabadell |
| Mes | Ene.                                       | Feb.                                       | Mar.                                       | Abr.                                       | May.                                       | Jun.                                       | Jul.                                       | Ago.                                       | Sep.                                       | Oct.                                       | Nov.                                       | Dic.                                       | Anual                                      |
| --- | ------------------------------------------ | ------------------------------------------ | ------------------------------------------ | ------------------------------------------ | ------------------------------------------ | ------------------------------------------ | ------------------------------------------ | ------------------------------------------ | ------------------------------------------ | ------------------------------------------ | ------------------------------------------ | ------------------------------------------ | ------------------------------------------ |
| Temp. media (°C) | 8.00                                       | 9.10                                       | 10.90                                      | 13.00                                      | 16.60                                      | 20.30                                      | 23.40                                      | 23.00                                      | 20.40                                      | 16.30                                      | 11.30                                      | 8.30                                       | 15.1                                       |
| Precipitación total (mm) | 41.30                                      | 29.10                                      | 41.60                                      | 57.70                                      | 57.30                                      | 53.30                                      | 25.30                                      | 52.50                                      | 96.90                                      | 75.00                                      | 55.50                                      | 61.60                                      | 647.1                                      |
| Fuente: Ministerio de Agricultura y Pesca, Alimentación y Medio Ambiente. Datos de precipitación (1961-1979) y de temperatura (1961-1979) |                                            |                                            |                                            |                                            |                                            |                                            |                                            |                                            |                                            |                                            |                                            |                                            |                                            |

### Comunicaciones
El transporte está gestionado por la empresa TUS (No confundir con Tus Santander) y cuenta con diecisiete líneas urbanas de autobús en días laborables:
- Línea 1: Can Deu - Estación Sur
- Línea 2: Can Deu - Cruz de Barberá
- Línea 3: Can Deu - La Románica
- Línea 4: La Roureda - Can Roqueta - El Poblenou
- Línea 5: Can Rull - Las Termas
- Línea 7: Castellarnau - Can Puiggener
- Línea 8: La Roureda - Estación Sur
- Línea 44: Cifuentes - El Poblenou
- Línea 55: Can LLong - Las Termas
- Línea 10: Sant Julià - Plaza Picasso
- Línea 11: Castellarnau - Sant Pau de Riu Sec
- Línea 11 Exprés: Avenida La Pau - Plaza de España
- Línea 12: Sabadell Centro - San Quirico
- Línea 14: Parque Taulí - Can Roqueta
- Línea 15: La Bassa de Sant Oleguer - Centro
- Línea 23: Cifuentes - San Bernardo - Taulí - La Salut - El Poblenou - Can Roqueta
- Línea 80: La Plana del Pintor - Plaza Picasso

Los domingos no circulan las dieciséis líneas anteriores sino que circulan las siguientes seis líneas:
- Línea F1: Can Deu - Estació Sud
- Línea F2: Sant Julià - La Cruz de Barberá
- Línea F3: Can Deu - La Romànica
- Línea F4: La Roureda - El Poblenou
- Línea F5: Castellarnau - Les Termes
- Línea F6: Pl.Catalunya - Sant Pau de Riu-Sec (Solo circula los festivos comerciales)
- Línea F15: La Bassa de Sant Oleguer - Centro (Solo circula los festivos del servicio de verano)

Líneas especiales
En varias fiestas mayores (De diferentes años) se pusieron en servicio dos líneas de autobús nocturno:
- Línea N1: Espronceda - Ca n'Oriach - Can Deu
- Línea N4: La Serra - Can Rull - Els Merinals

- En la fiesta mayor de Sabadell de 2021 y 2022 se puso en servicio una línea lanzadera especial que unía el embarcador del parque Cataluña con La Font de Can Rull.

Existen varias líneas interurbanas de autobuses que salen o pasan por ella en dirección a otras localidades: (Castellar del Vallés, Tarrasa, Barcelona...) explotadas por Sarbus, del grupo Moventis. Las líneas interurbanas con más pasaje:[cita requerida]
- Línea B1: Sabadell (Eje Macià)-Barberá del Vallés-Badía (frecuencia horaria: 20 minutos espera) (laborables)
- Línea B2: Sabadell (Eje Macià)-Barberá del Vallés-Sardañola del Vallés-Ripollet (frecuencia horaria: 20 minutos espera)
- Línea A1: Sabadell (Can Deu)-Barberá del Vallés-Barcelona (frecuencia horaria: 30 minutos espera) (laborables)

La línea R4 de ferrocarril de Cercanías de Renfe, con tres estaciones (Sur, Centro y Norte), que une la ciudad con Barcelona hacia el sur y con Tarrasa y Manresa hacia el norte. Se trata de una línea con una frecuencia de paso de 15 minutos por tren.
También existe otra línea de los Ferrocarriles de la Generalidad de Cataluña (S2), que une la ciudad con la Universidad Autónoma y otras localidades como San Cugat y Barcelona. Dentro de la ciudad cuenta con un total de cinco estaciones (Can Feu-Gracia, Plaza Major, Cruz Alta, Sabadell Norte y Sabadell Parque del Norte).

#### Aeropuerto
El aeropuerto de Sabadell cuenta con una pista de 1050x30 m. Es un aeropuerto destinado a aviación general básicamente operan avionetas. En este aeropuerto se encuentra el primer aeroclub de España, el Aeroclub Barcelona-Sabadell, con más de 1000 socios y más de 10 000 h voladas anualmente.
Carreteras
- C-58: autopista que recorre Sabadell por el oeste y la comunica con Tarrasa y Barcelona. La Ronda Oeste, o C-58C, comunica la autopista con el norte de Sabadell.
- N-150: carretera nacional que recorre Sabadell por el centro del municipio y la comunica con Tarrasa y la C-17.
- BV-1248: carretera local que comunica Sabadell con Matadepera.
- B-124: comunica Sabadell con Castellar del Vallés, San Lorenzo Savall y Calders.
- C-1413a: atraviesa Sabadell para unir Caldas de Montbuy y Molins de Rey.
- B-140: carretera local que comunica Sabadell con Mollet del Vallès.
- BV-1414: carretera local que comunica Sabadell con San Cugat del Vallés a través de la UAB.

## Historia

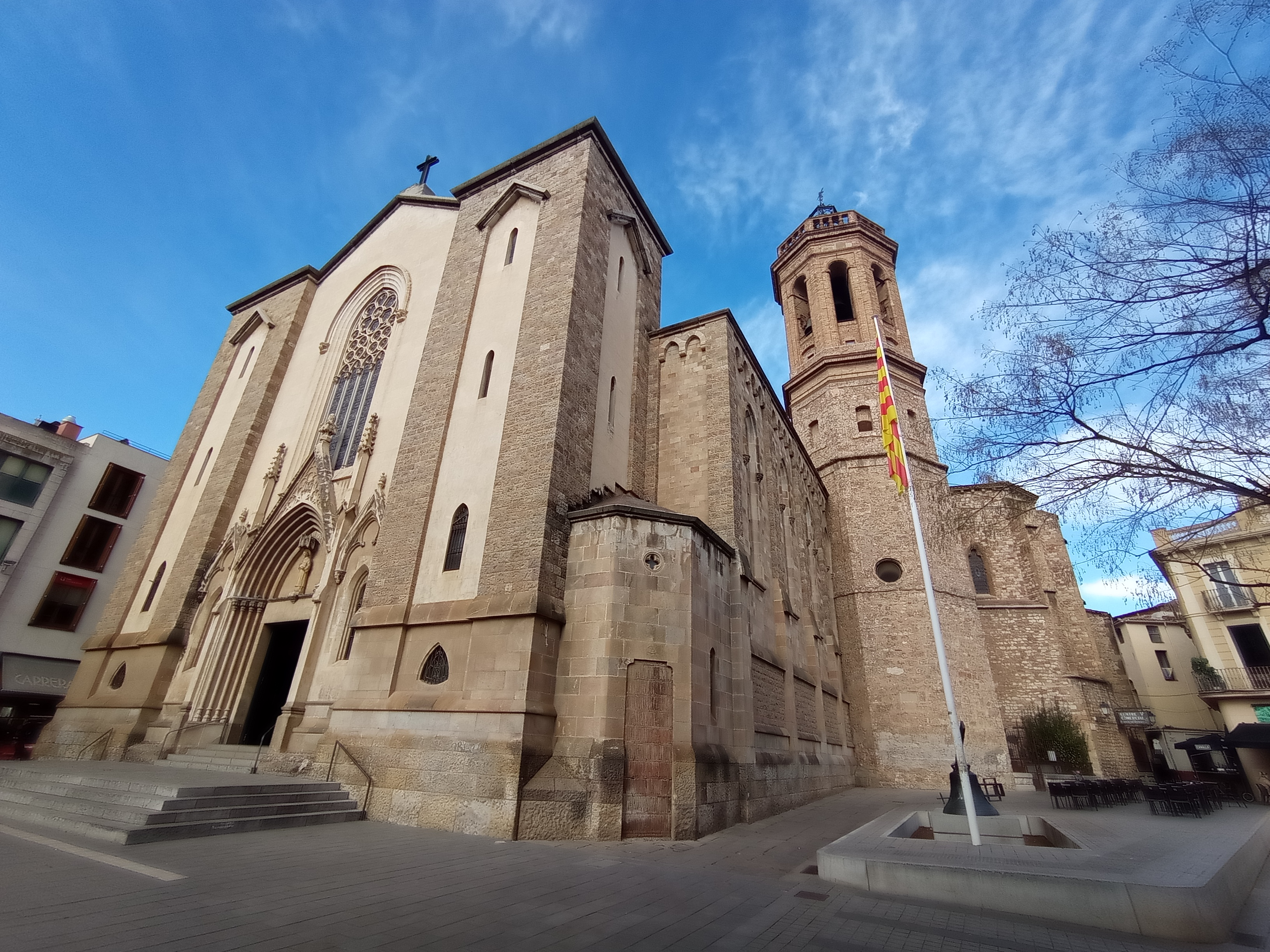
Iglesia de San Félix

### Prehistoria
Los primeros habitantes de la comarca del Vallès eran agricultores y ganaderos que se establecieron en la zona hace 7000 años. De hecho en la zona de Can Roqueta se han descubierto restos que hacen de Sabadell el asentamiento más importante de campesinos y pastores de hace entre 3800 y 2700 años.

### Edad Antigua
Con la romanización desaparece de la zona la cultura ibérica, que es sustituida por la romana en solo siglo y medio. En el Vallés, a partir del siglo I a. C., empiezan a aparecer los primeros asentamientos romanos, algunos sobre antiguos establecimientos ibéricos ya existentes (como el de La Salut).
En el siglo I, con Augusto como emperador, fue un momento de prosperidad económica y momento también en el que se fundaron unos conjuntos industriales, residenciales y de cultivo, la mayoría dedicados a la producción de vino. De entre las villas del Vallés destaca la de La Salut, aunque cerca también se han localizado las de Castellarnau y Can Feu. En los famosos exvotos de Vicarello hay la referencia a una villa o población con el nombre Arragonem. Tradicionalmente, se ha asociado el nacimiento de la ciudad de Sabadell con la mansión Arragonem (Arraona), a pesar de que ninguna evidencia arqueológica lo demuestre, la toponimia del sitio y la tradición historiográfica sitúan este fundus romano en el actual parque de la Salud. Arragonem era un lugar de parada para el avituallamiento de las caballerías y de los viajeros que transitaban por la Vía Augusta.

### Edad Media
Durante la Edad Media, el núcleo de población se produjo en el margen derecho del río Ripoll, con unas primeras edificaciones construidas al lado de la capilla de San Salvador (actual iglesia de San Félix), documentada desde 1076. Al lado del río también se construyeron los primeros molinos de harina. Las primeras referencias de un mercado cercano a San Salvador datan de 1069. La primera ocasión en que aparece el nombre de Sabadell es en 1050, cuando se comenta una vía entre Sabadell y San Cugat del Vallés.
En el siglo XIV Sabadell pasó a ser villa real, consiguiendo privilegios que revitalizan la vida social y económica. En 1369, en Sabadell había 162 fuegos. Durante esta época se contaban las casas por fuegos. La ciudad estaba rodeada de murallas, fosas y portales.
Ya en el siglo XV, Sabadell padece un descenso demográfico, pasando de 800 habitantes a unos 500, que se concentraban en el actual centro histórico, un importante cruce de caminos. En este momento la frontera con el término de Tarrasa llegaba hasta la calle de los Valles. Además de las actividades agrícolas y comerciales, en Sabadell se desarrollaba también la industria. Al lado del río Ripoll se construyen los primeros molinos de traperos.

### Edad Moderna
Entre los siglos XVI y XVIII, Sabadell comienza a crecer más allá de las murallas. De una superficie de 37 900 m² en el siglo XVI, llega a los 78 272 m² en el siglo XVIII.
La industria textil más importante durante los siglos XVI, XVII y XVIII fue la lanera, seguida (a mucha distancia) por la del tisaje de lino. En 1559 se creó el Gremi de Paraires (más tarde llamado Gremi de Fabricants) para establecer las reglas del oficio y favorecer el crecimiento de la actividad textil. A lo largo del siglo XVIII Sabadell tenía otras actividades industriales importantes, como la alfarería y la papelería.

### Edad Contemporánea

#### SigloXIX
Durante el siglo XIX pasa a convertirse en ciudad industrial, destacando la instalación de la primera máquina de vapor en una fábrica textil (1838) y la fundación de la Sociedad de Amantes de la Agricultura y la Industria de la Ciudad de Sabadell, que se preocupaba del abastecimiento de agua para la industria y la población, tema siempre grave para Sabadell.
De los 2000 habitantes que había a principios de siglo se pasa a los 23 294 (censo de 1900). El término municipal crece y se amplía desde la calle de Les Valls hasta la actual ronda Zamenhof y la calle Vilarrubias.
En cuanto a las infraestructuras, durante la segunda mitad del siglo llegó a la ciudad la línea de tren que la conectaba con Barcelona y Tarrasa, se instaló el alumbrado público en las calles del centro (primero de gas y más tarde eléctrico) y se construyeron las primeras cloacas.

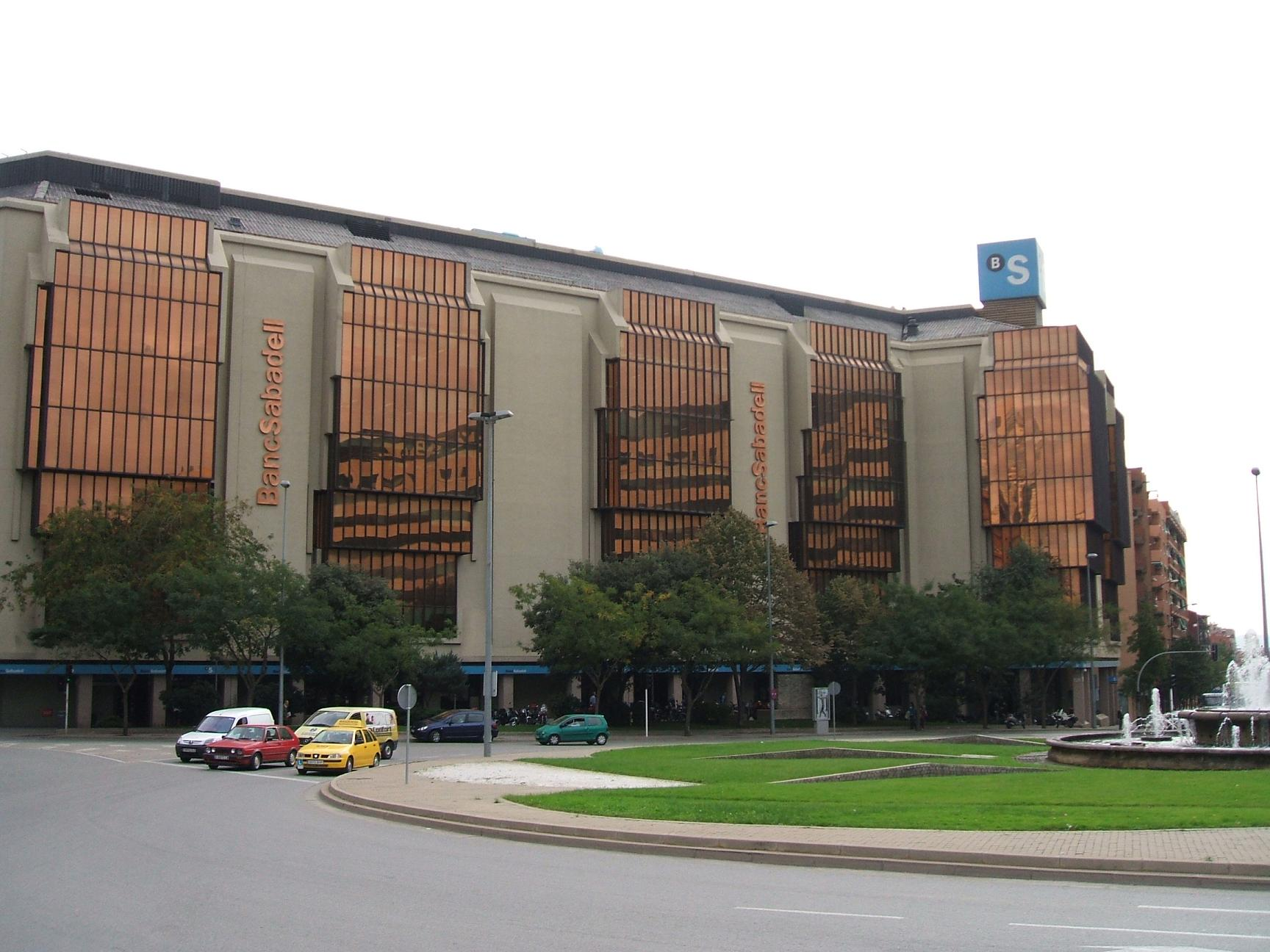
Oficinas centrales del Banco Sabadell en la plaza de Cataluña

Dos instituciones financieras nacen durante la segunda mitad del siglo: la Caixa d'Estalvis de Sabadell (1859) y el Banco Sabadell (1881), así como la Cámara de Comercio e Industria (1886), actualmente la entidad económico-empresarial más representativa de la ciudad y de su área de influencia. En el ámbito cultural, es de destacar la renovación del Teatro Principal (1866) y la fundación de la Academia de Bellas Artes (1880).
En 1877, mediante un real decreto del rey Alfonso XII, la villa de Sabadell obtiene el título de ciudad. En aquel momento contaba con unos 18 000 habitantes, un número que se irá incrementando con la inmigración procedente del resto de Cataluña, de Alicante, Murcia y Valencia. La actividad económica se desarrolla básicamente entorno de la industria textil. La especialización en la producción de tejidos de lana transforman Sabadell en el primer centro textil lanero del Estado.

#### SigloXX
A principios del siglo XX fue la ciudad de la industria textil por excelencia, constituyendo el motor industrial en un territorio pobre por naturaleza. La población se multiplicó por ocho y la ciudad experimentó un gran impulso industrial, sobre todo en el textil y la metalurgia también se modernizó su economía con los servicios. La gran actividad industrial provoca una avalancha migratoria durante las décadas de los 50, 60 y comienzo de los 70, provocando una expansión urbana sin orden ni concierto de la que nacen nuevos barrios como el de Ca n'Oriac y el de Torre-Romeu.

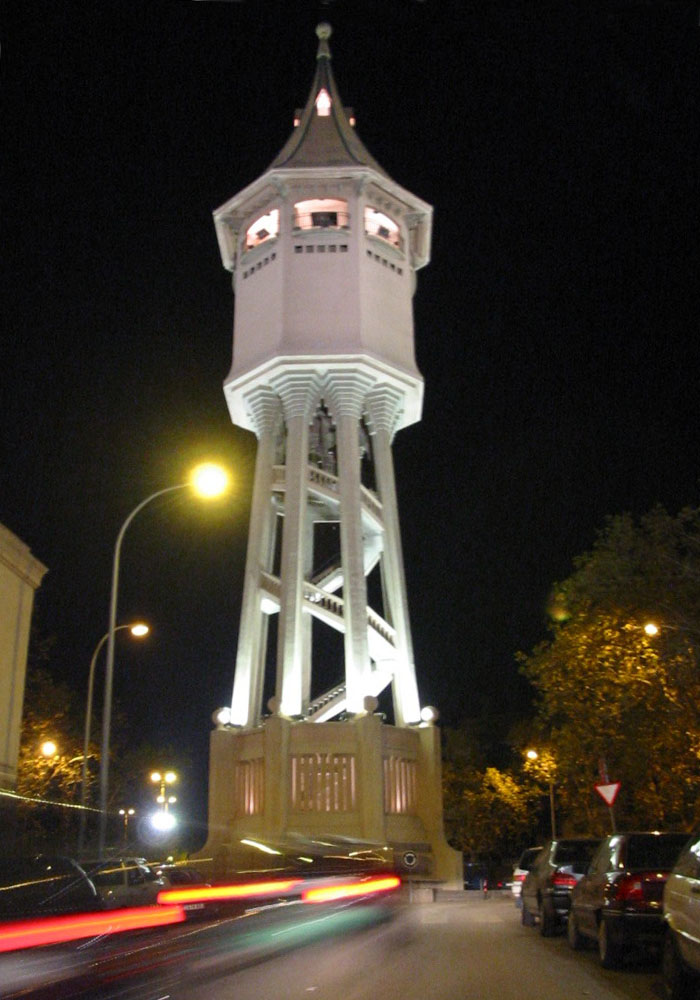
Torre del agua (edificio más emblemático de Sabadell y considerado símbolo de la ciudad)

Edificios emblemáticos como los modernistas del Hotel Suís (1902), del Despatx Lluch (1908), de la Caixa d'Estalvis de Sabadell (1915), de la Torre de l'Aigua (1918) y el Mercat Central (1930), se construyeron durante la primera mitad del siglo.
En 1943 la Diputación provincial elige por mayoría a su alcalde José María Marcet Coll para el cargo de procurador en Cortes en la I Legislatura de las Cortes Españolas (1943-1946), representando a los municipios de esta provincia.
El final de la dictadura franquista es un período de gran turbulencia en Sabadell. Las entidades, los movimientos vecinales y los grupos políticos y sindicales se implican a favor de la democracia (PSUC, CCOO, UGT, USO, etc.). La crisis económica de los años 1970 afecta a numerosas empresas de la ciudad, que terminan cerrando. Tras las elecciones municipales de 1979 se plantea un nuevo modelo de ciudad.

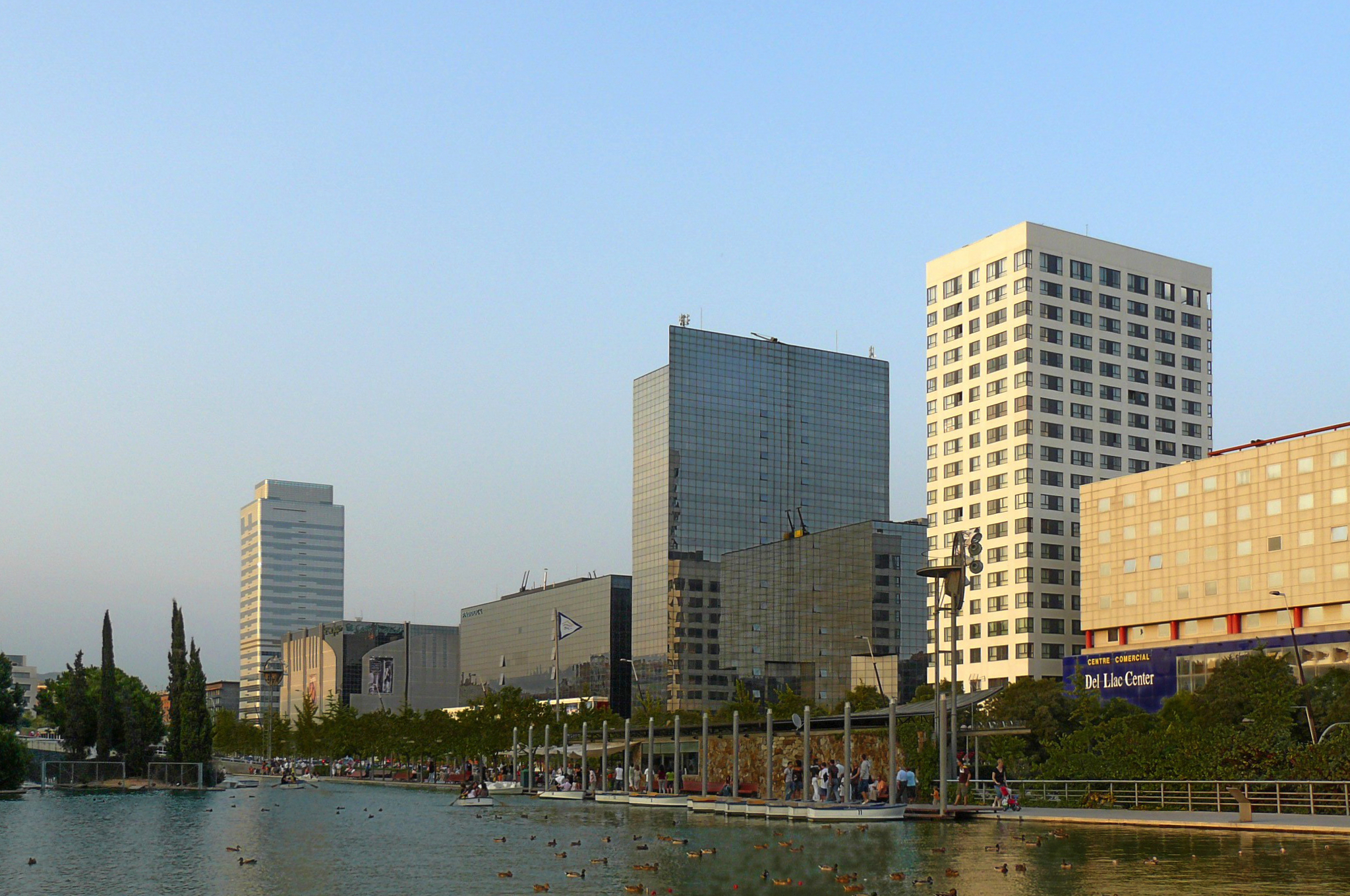
Parte del Eje Macià y lago del parque de Cataluña. Al fondo la Torre Millenium

Entre 1980 y 1999 el Ayuntamiento, con su carismático alcalde Antoni Farrés al frente, tuvo como gran reto urbanizar la ciudad y crear equipamientos públicos. El crecimiento descontrolador de los últimos años había generado barrios que no contaban con las infraestructuras urbanas necesarias (alumbrado, cloacas, pavimentación de las calles, etc.).
La apariencia del municipio ha evolucionado desde las prestigiosas chimeneas de fábricas como Vapor Llong, hasta edificios ultramodernos, como la Torre Millenium. En 1992 se inauguran dos nuevos parques públicos: el parque Cataluña, de un kilómetro de longitud por 500 m de ancho y el parque de Taulí.
La terciarización de la economía hace que las principales actividades del sector servicios aumenten en número de trabajadores. Las tres principales actividades son el comercio al detalle, instituciones financieras y comercio al por mayor. El Eje Macià (vía urbana que une la plaza de Cataluña con la plaza de la Concordia) se ha convertido en un centro de servicios que agrupa la oferta comercial y de negocios. El cambio urbanístico del centro histórico de la ciudad ha propiciado su reactivación económica en cierto sentido, permitiendo el paso del antiguo centro industrial y obrero a esta nueva economía del sector terciario.
La ciudad incorpora al barrio de nueva creación: Can Llong, e inicia la recuperación del entorno del río Ripoll con la creación de un parque fluvial.
Sabadell fue en los siglos XIX y XX una ciudad dedicada a la producción textil. Una de las familias más importantes en la historia de Sabadell ha sido la familia Turull y muchas más familias que se han dedicado al textil.

#### SigloXXI
Sabadell se propone asumir los retos del futuro con una serie de proyectos que hacen referencia a las nuevas tecnologías de la información y la comunicación. Gran Vía Digital, pretende favorecer la instalación de empresas vinculadas a las nuevas tecnologías; el parque de la Salud será un macrocentro de formación e investigación en temas de medicina y farmacia; la Ciudad de la Música ofrecerá a la ciudad nuevos equipamientos, como un espacio para acoger congresos, un nuevo teatro, una nueva escuela de música y un nuevo hotel.
Sabadell es una ciudad sin rondas de circunvalación, afectando ello a la movilidad, ya que gran parte del tráfico ha de pasar por vías internas. Es posible que la construcción de las proyectadas Ronda Oest y Ronda del Ripoll puedan paliar esta situación, así como la mejora de la deficitaria red de ferrocarriles que podría ser utilizada para equilibrar el problema del tráfico.
La evolución de la ciudad mejora por momentos desde el siglo XX. Se ha conocido a personajes ilustres y construido edificios con sus nombres, como el Doctor Crusafont, nombre que da a un museo y laboratorio paleontológico. Es en este museo donde se analizó los restos de la nueva especie de primate conocida con el nombre de Pau.

## Demografía
Sabadell cuenta con una población de 222 177 habitantes (INE 2024).
| Gráfica de evolución demográfica de Sabadell entre 1842 y 2021 |
| |
| Población de derecho según los censos de población del INE Población de hecho según los censos de población del INEEn este censo se denominaba Sabadell y San Pablo de Riusech: 1842 |

| Distrito   | Población | Población extranjera | %     |
| ---------- | --------- | -------------------- | ----- |
| Distrito 1 | 55 582    | 4874                 | 8,77  |
| Distrito 2 | 25 163    | 3799                 | 15,10 |
| Distrito 3 | 32 928    | 4580                 | 13,91 |
| Distrito 4 | 41 765    | 4637                 | 11,10 |
| Distrito 5 | 20 660    | 2761                 | 13,36 |
| Distrito 6 | 30 592    | 6442                 | 21,06 |
| Distrito 7 | 9070      | 1539                 | 16,97 |
| Total      | 215 760   | 28 632               | 13,27 |

## Administración y política

### Gobierno municipal

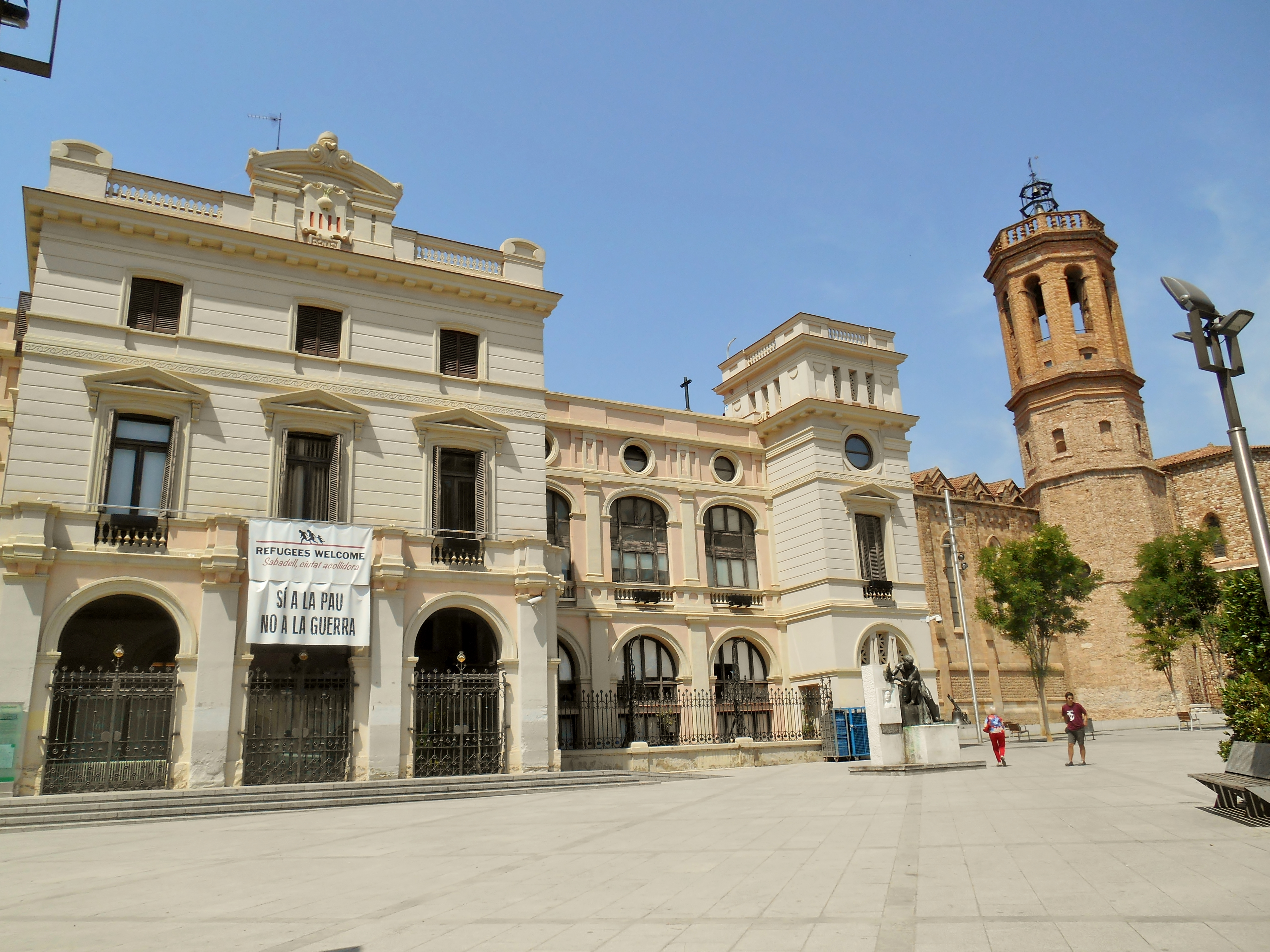
Ayuntamiento de Sabadell

Tras las elecciones de 2019 y 2023, la alcaldesa es Marta Farrés Falgueras, del PSC.
| Periodo   | Nombre                      | Partido | Partido                                        |
| --------- | --------------------------- | ------- | ---------------------------------------------- |
| 1979-1987 | Antoni Farrés Sabater       |         | Partit Socialista Unificat de Catalunya (PSUC) |
| 1987-1999 | Antoni Farrés Sabater       |         | Iniciativa per Catalunya Verds (ICV)           |
| 1999-2013 | Manuel Bustos Garrido       |         | Partit dels Socialistes de Catalunya (PSC)     |
| 2013-2015 | Juan Carlos Sánchez Salinas |         | Partit dels Socialistes de Catalunya (PSC)     |
| 2015-2017 | Julià Fernàndez i Olivares  |         | Esquerra Republicana de Catalunya (ERC)        |
| 2017-2019 | Maties Serracant i Camps    |         | Crida per Sabadell (CpSBD)                     |
| 2019-act. | Marta Farrés Falgueras      |         | Partit dels Socialistes de Catalunya (PSC)     |

| Partido político                                                                    | 2023  | 2023   | 2023       | 2019  | 2019   | 2019       | 2015  | 2015   | 2015       | 2011  | 2011   | 2011       | 2007  | 2007   | 2007       |
| Partido político                                                                    | %     | Votos  | Concejales | %     | Votos  | Concejales | %     | Votos  | Concejales | %     | Votos  | Concejales | %     | Votos  | Concejales |
| Partit dels Socialistes de Catalunya (PSC)                                          | 46,07 | 35 799 | 14         | 28,86 | 28 808 | 10         | 15,41 | 12 950 | 5          | 38,29 | 28 609 | 13         | 41,08 | 30 091 | 13         |
| Esquerra Republicana de Catalunya (ERC)                                             | 11,05 | 8 592  | 3          | 19,99 | 19 284 | 7          | 14,79 | 12 426 | 4          | 3,18  | 2378   | 0          | 5,81  | 4258   | 1          |
| Crida per Sabadell (CpSBD)-Candidatura d'Unitat Popular (CUP)                       | 10,31 | 8 018  | 3          | 11,13 | 10 737 | 3          | 13,22 | 11 110 | 4          | 3,06  | 2288   | 0          | —     | —      | —          |
| Junts per Catalunya (JxC)-Convergència i Unió (CiU)                                 | 8,13  | 6319   | 2          | 9,33  | 9005   | 3          | 13,20 | 11 092 | 4          | 16,92 | 12 645 | 5          | 15,09 | 11 053 | 5          |
| Sabadell en Comú Podem-En Comú Guanyem (SBDeC-ECG)-Unitat pel Canvi-Entesa (UPCS-E) | 7,25  | 5636   | 2          | 4,03  | 3890   | 0          | 15,01 | 12 611 | 4          | 7,17  | 5356   | 2          | 8,15  | 5969   | 2          |
| Vox                                                                                 | 6,54  | 5087   | 2          | 1,86  | 1794   | 0          | —     | —      | —          | —     | —      | —          | —     | —      | —          |
| Partit Popular de Catalunya (PP)                                                    | 5,86  | 4557   | 1          | 2,91  | 2811   | 0          | 5,74  | 4821   | 1          | 10,30 | 7696   | 3          | 8,27  | 6054   | 2          |
| Ciutadans (CS)                                                                      | 1,13  | 884    | 0          | 10,22 | 9865   | 3          | 12,03 | 10 106 | 3          | 1,70  | 1267   | 0          | 2,83  | 2073   | 0          |
| Podem-Iniciativa per Catalunya Verds (ICV)                                          | —     | —      | —          | 5,24  | 5052   | 1          | 6,42  | 5398   | 2          | 11,47 | 8571   | 4          | 13,04 | 9550   | 4          |

### Organización territorial

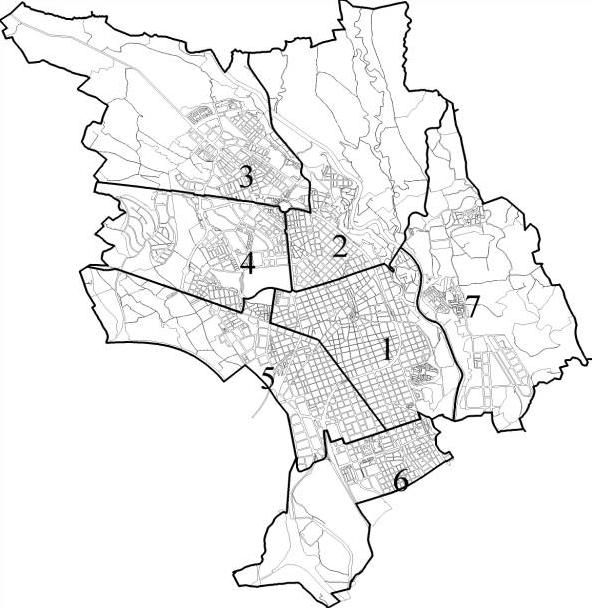
Los siete distritos de Sabadell

La ciudad está dividida en siete distritos. Cada distrito cuenta con uno o más sectores, que a su vez están formados por uno o más barrios.
| - Distrito 1 (50 138 habitantes en el 2008): - Sector Centro: Centro, Hostafrancs, Cobertera - Sector San Olegario: Laietana, Sol y Padrís, Avenida-Ensanche, Nostra Llar | - Distrito 2 (24 658 habitantes en el 2008): - Sector Cruz Alta: La Cruz Alta - Sector Can Puiggener: Can Puiggener - Sector Togores |

| - Distrito 3 (35 286 habitantes en el 2008): - Sector Ca n'Oriac: Ca n'Oriac (o Can Oriach), Torreguitart, Torrente del Capellán - Sector Norte: San Julián, Plana del Pintor, Can Deu, La Roureda - Sector San Julián. | - Distrito 4 (38 608 habitantes en el 2008): - Sector La Concordia: La Concordia, Can Borgonyó - Sector Can Rull: Can Rull, Cifuentes, Vía Alexandra - Sector Eje Macià - Sector Berard: Can Llong - Sector Castellarnau |

| - Distrito 5 (18 701 habitantes en el 2008): - Sector Gracia: Gracia - Sector Can Feu: Can Feu, Els Merinals - Sector Oeste | - Distrito 6 (30 191 habitantes en el 2008): - Sector La Cruz de Barberá: La Cruz de Barberá, Las Termas - Sector Sur: Espronceda, Campoamor. - Sector San Pablo. |

| - Distrito 7 (8286 habitantes en el 2008): - Sector La Sierra: El Poblenou, Torre-Romeu. - Sector Este |

## Cultura
La actividad cultural de la ciudad de Sabadell es variada. En el campo del teatro destaca la Joventut de la Farandula, el Centre P. Sant Vicenç i el Teatre del Sol. En el campo de la música, cuenta con diversas entidades corales como L'orfeó de Sabadell, la Coral Belles Arts, el coro Lieder Camera fundado y dirigido hasta hace muy poco por Josep Vila, actual director del Orfeó Català, los Amics de l'Òpera de Sabadell dirigido por Mirna Lacambra, y la Coordinadora de Músicos de Sabadell presidida por Jordi Mas de que organizan actos como la Fiesta Mayor de Sabadell, el festival itinerante SAM, el concurso de música Fes-te sentir!!, El día de la Música o un programa de intercambios con otras ciudades. En el campo de las ciencias destaca la Agrupació Astronòmica de Sabadell.
Por otra parte en tradiciones culturales existen los Castellers de Sabadell, apodados «saballuts», y la Colla dels Bastoners de Sabadell, la colla bastonera de la ciudad.
Por último cabe destacar el nacimiento del vecino sabadellense Marc Ferrer, pionero en ir al volante de la nueva nouvelle vage creciente en Barcelona.

### Deporte
En el año 1992 fue subsede olímpica de los Juegos Olímpicos de Barcelona 1992. El estadio de fútbol de la Nova Creu Alta de Sabadell fue remodelado y adaptado para los Juegos Olímpicos. Actualmente, tras el ascenso a la Segunda División en 2020 y las modificaciones pertinentes, tiene capacidad para 11 981 espectadores.

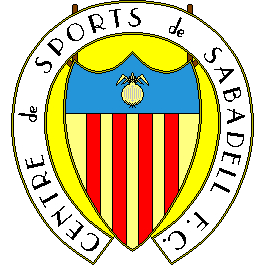
Escudo original del Sabadell F.C

Sabadell cuenta con diversos equipos en competiciones de deportivas de alto nivel, como en fútbol, el CE. Sabadell milita en la Primera Federación de España, y estuvo 14 temporadas en Primera división, 39 en Segunda, e incluso tomó parte en una edición de la Copa de Ferias (competición a la que sustituyó, en parte, la Europa League) y jugó la final de la Copa del Presidente de la República de 1935.
En baloncesto, la ciudad cuenta con el Club Esportiu Sant Nicolau cómo principal referente, militando su equipo sénior masculino la Liga EBA y el femenino en Copa Cataluña. El UB Sabadell, desaparecido, militó en la Liga Adecco Plata, el tercer nivel de la liga española de baloncesto.
Otras entidades deportivas relevantes de la ciudad son el Club Natació Sabadell (CNS), con más de 30 000 socios, y la Unión Excursionista de Sabadell (UES), con casi 3000. El Club Natació Sabadell ha obtenido abundantes títulos en waterpolo. El equipo femenino ha sido cuatro veces campeón de Europa y trece veces campeón de la liga de España.
Existe también gran tradición atlética con tres equipos de atletismo, el CNS, California Sports y la Juventud atlética Sabadell.
En 2014 se funda el Sabadell Rugby Club, primer equipo de rugby en la ciudad, que en 2021 se clasifica por primera vez en su historia para competir en la División de Honor Catalana, máxima categoría a nivel regional.

### Fiestas locales

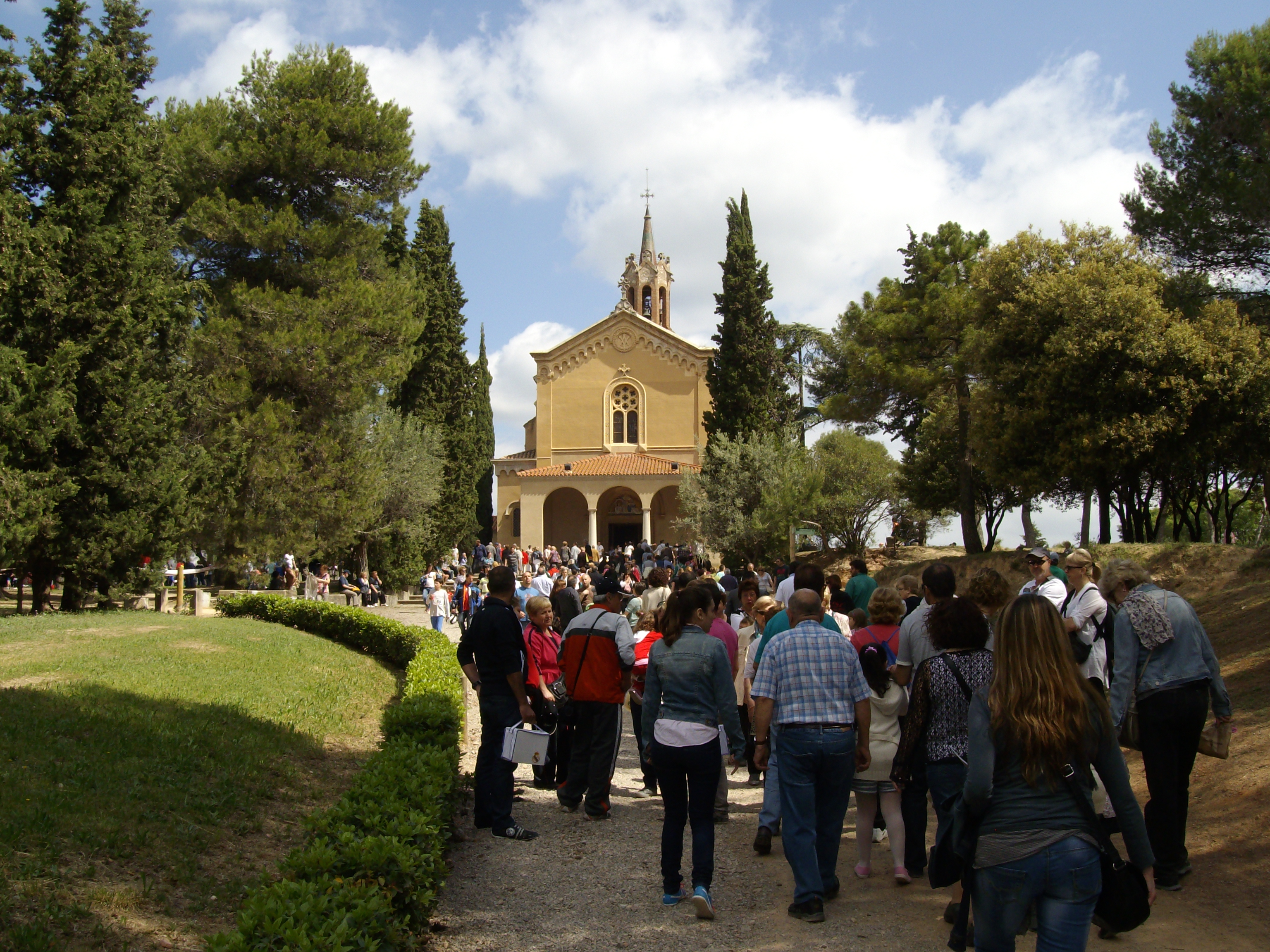
Aplec de la Salut, al fondo puede verse el santuario

- Aplec de la Salut: es el lunes después del segundo domingo de mayo. El Aplec de la Salut se considera la segunda fiesta mayor de Sabadell y es una de las manifestaciones más antiguas de la ciudad, con más de 300 años de historia. El paraje donde actualmente se alza el Santuario de la Salut acogió, durante la Baja Edad Media, la ermita de San Acisclo y Santa Victoria. Las muchas epidemias de peste que Sabadell sufrió en el siglo XVII obligaron a que esta ermita acogiera de forma desinteresada a todos los posibles afectados. Un ermitaño de San Acisclo supuestamente encontró una imagen de la Virgen cerca de la fuente de la riera de Canyameres y dicha fuente se bautizó como la Fuente de la Salud porque el agua que salía se le atribuyeron poderes curativos. La imagen fue llevada a la ermita y se consolidó como una piedad de la Virgen de la Salud, a la que toda la población se encomendaba para que la protegiera de la peste. De ahí viene un dicho popular antiguo en catalán que dice: «Val més La Salut que tot Sabadell» ('vale más La Salud que todo Sabadell'). A finales del siglo XVIII, el Aplec era conocido con el nombre de «fontana». Las familias iban a pie hasta la ermita para bailar, jugar y compartir comidas festivas. Durante la segunda mitad del siglo XIX, el Aplec fue cogiendo más protagonismo dentro del calendario festivo de la ciudad, coincidiendo con una remodelación del lugar. La antigua ermita estaba casi en ruinas y en 1972 el Ayuntamiento propuso el derribo y la construcción de un templo de nueva planta. Después de diversas dificultades el edificio fue construido en 1879 por el arquitecto Carles Gauran.

- Fiesta mayor de Sabadell: fin de semana después del primer viernes de septiembre.
- Todos los barrios de Sabadell cuentan con su propia fiesta mayor.

### Museos
Museo de historia de Sabadell
Exposiciones permanentes:

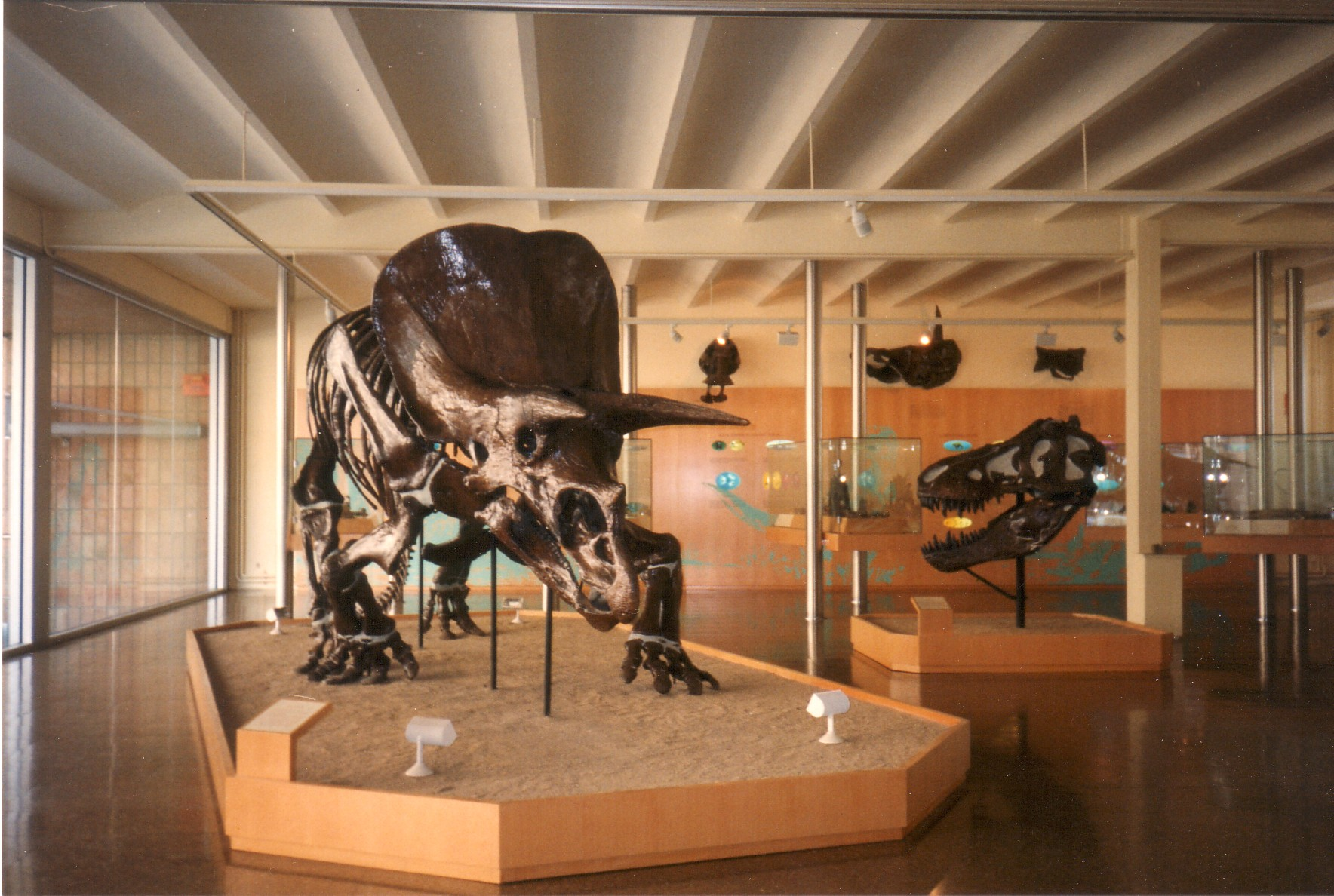
Instituto Paleontológico
Doctor Miquel Crusafont

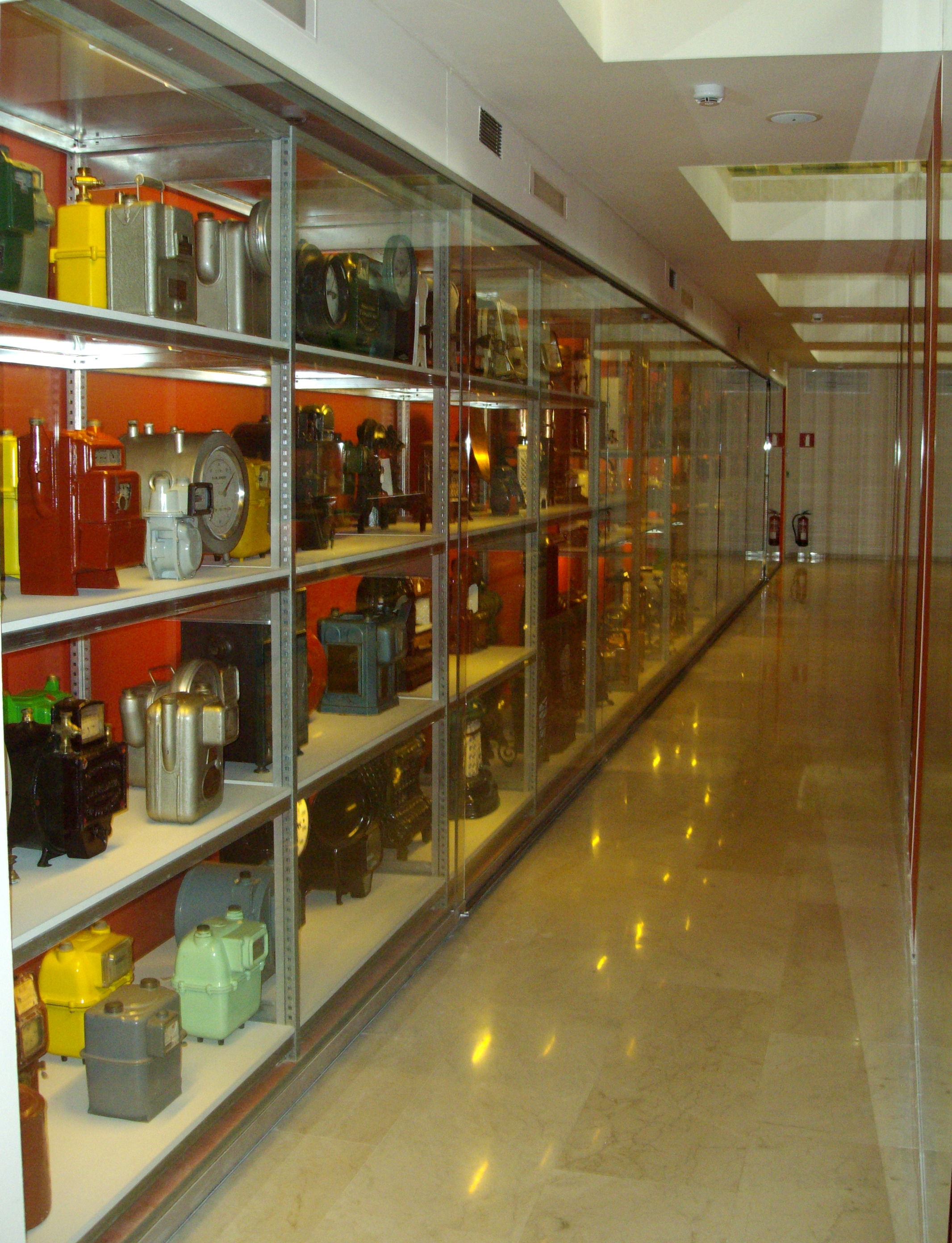
Museo del Gas

- La población del territorio de Sabadell, de la prehistoria a la antigüedad lejana
- Sabadello, el nacimiento de una villa (siglos XI-XV)
- Manufactura y menestrales, Sabadell del siglo XVI al XVIII
- Maquinaria textil, siglos XIX y XX
- Del vapor a la electricidad

Museo de arte de Sabadell
Exposiciones permanentes:
- La Col·lecció, 1875-1936: Academicismos del siglo XIX, del Arte Nuevo en los años 1930
- La casa fábrica Turull: Estancias públicas y privadas de una familia burguesa del XIX

Instituto Paleontológico Dr. Miquel Crusafont
Dedicado a la investigación y difusión de materiales paleontológicos, especialmente vertebrados fósiles. El Instituto conserva la mejor colección de mamíferos fósiles del estado y una de las más importantes del mundo.
Museo del Gas de la Fundación Gas Natural Fenosa
Es el único en España dedicado a la industria del gas.

### Ciudades hermanadas
- Lisboa, Portugal
- Pamplona, España